# Åh vad jag älskade dig just då (sång)
Åh vad jag älskade dig just då är en låt av Lotta Engbergs från 1997 skriven av Bo Fransson och Kristina Morgärds. Låten vann Hänts meloditävling 1997. Det är det andra spåret i albumet med samma namn från 1998. Låten låg på Svensktoppen under tio veckor mellan 5 januari och 14 mars 1998, med andra plats som bästa placering.

### Fotnoter
1. ↑  Michael Nystås (29 december 1998). ”Det här var ert år, Barbados” (på svenska). Aftonbladet. http://wwwc.aftonbladet.se/noje/9812/29/dans.html. Läst 30 maj 2017.
2. ↑  ”Åh, vad jag älskade dig just då”. Svensk mediedatabas. 16 mars 1998. https://smdb.kb.se/catalog/id/001516833. Läst 28 maj 2017.
3. ↑  ”Åh, vad jag älskade dig just då”. Nostalgilistan. 16 mars 1998. https://www.nostalgilistan.se/lotta-engbergs-512/ah-vad-jag-alskade-dig-just-da-2205. Läst 28 maj 2017.